# Alfreton
Alfreton è una cittadina di 22 302 abitanti della contea del Derbyshire, in Inghilterra.